# BlueStacks
BlueStacks est une entreprise américaine qui développe BlueStacks App Player, un émulateur Android pour PC. Cette société a été fondée par Rosen Sharma en 2009.

## BlueStacks App Player
La société a été annoncée le 26 mai 2011 lors de la conférence Citrix Synergy à San Francisco. Le PDG de Citrix, Mark Templeton, a présenté une première version de BlueStacks sur scène et a annoncé que les sociétés avaient formé un partenariat. La version alpha publique d'App Player a été lancée le 11 octobre 2011. App Player a quitté la version bêta le 7 juin 2014. Le 23 juillet 2014, Samsung a annoncé qu'il avait investi dans BlueStacks. Cela a porté le total des investissements extérieurs dans BlueStacks à 26 millions de dollars.
BlueStacks App Player est un émulateur sous forme de logiciel, conçu pour accéder aux applications Android à partir d'un PC Windows ou d'un Mac OS.
BlueStacks génère ses revenus principaux par le biais de l’émulateur Android également appelé App Player. Les fonctionnalités de base du logiciel sont gratuites, tandis que les fonctionnalités avancées nécessitent un abonnement mensuel. En Février 2021, BlueStacks a rapporté plus de 1 milliard de téléchargements d’applications. L’App Player supporte l’utilisation de la souris, du clavier et de commandes tactiles externes.
En Juin 2012, l’entreprise a lancé la version alpha de son logiciel App Player pour macOS, tandis que la version beta a été lancée en Décembre de la même année. En Décembre 2024, elle a lancé BlueStacks Air  pour Macs avec puces Apple Silicon.
L'émulateur prend en charge le téléchargement d'applications à partir du Google Play Store, la navigation sur internet, et d'autres applications émulées pré-installées. Il ne prend pas en charge les envois et les réceptions d'appels et de messages.
Version précédentes : BlueStacks 2, BlueStacks 3, BlueStacks 3N, BlueStacks 4.

### BlueStacks 5
BlueStacks a dévoilé BlueStacks 5 en mai 2021 après une bêta de quelques mois, toujours basé sur Android 7.1.2 32 bits mais offrant également une compatibilité avec Android 9 (Android Pie) ou Android 11, selon le choix de l'utilisateur.

### BlueStacks X
En septembre 2021, BlueStacks a lancé BlueStacks X, un service de cloud gaming basé sur la plateforme Android. Bluestacks X utilise la limitation pour ajuster la vitesse en fonction de la connexion Internet d'un utilisateur, sous le nom d'Hybrid Cloud. Les serveurs de BlueStacks X sont hébergés par now.gg, une filiale de BlueStacks.

### BlueStacks Air
En Décembre 2024, BlueStacks a lancé BlueStacks Air, un émulateur Android pour Macs avec puce Apple Silicon. Il est optimisé pour tous les systèmes équipés de puces Apple Silicon – processeurs M1, M2, M3 et M4.

## Spécifications minimum
Pour Windows, l’App Player BlueStacks requiert au minimum Windows 7 ou plus, 4 Go de RAM, 10 Go d’espace disque, et un processeur Intel ou AMD. BlueStacks Air supporte actuellement les systèmes Mac qui utilisent les puces Apple Silicon de type (M1-M4). Pour macOS, les spécifications minmum incluent un système macOS 11 (Big Sur) ou un système d’exploitation plus récent, 8 Go de RAM, et 12 Go d’espace disque.